# Рейвенор
«Рейвенор» — цикл Дэна Абнетта в жанре фантастики. Действие цикла разворачивается во вселенной Warhammer 40,000, после событий, описанных в Цикле «Эйзенхорн». Главным героем является инквизитор Рейвенор (ученик Эйзенхорна), обладающий выдающимся интеллектом и сражающийся с представителями Хаоса.

## Рейвенор
«Рейвенор» (англ. «Ravenor») — первая книга цикла.
Гидеон Рейвенор, обладатель могучей пси-силы, отточенного интеллекта и чрезвычайных полномочий, преследует наркоторговцев. Загадочные флекты, которые они распространяют — не обычные наркотики. Тут явно не обошлось без магии варпа. Поиски источника очередной напасти приводят инквизитора на самый край имперского космоса, где Гидеон еще ни разу не был. Инквизитор, балансируя на краю гибели, сражается с еретиками, колдунами и демонами, ради спокойствия Империума.

## Возвращение Рейвенора
«Возвращение Рейвенора» (англ. «Ravenor Returned») — вторая книга цикла. Гидеон Рейвенор, чудом избежав смертельной ловушки, подстроенной контрабандистами, окольными путями возвращается на Юстис Майорис. Теперь ему и команде его верных помощников придётся действовать тайно, не надеясь на поддержку Ордоса. Хаос так глубоко пустил корни в столице субсектора, что стало невозможно выступить против него открыто. Самая надёжное прикрытие в такой ситуации — смерть. Рейвенору придётся стать покойником.

## Рейвенор-отступник
«Рейвенор-отступник» (англ. «Ravenor Rogue») — третья книга цикла. В третьей книге Гидеон Рейвенор продолжает преследование еретика Зигмунда Молоха, за которым он ведет охоту большую часть своей жизни. В нарушение приказов инквизиции, Рейвенор и его команда пытается поймать Молоха, любыми доступными им способами. Но оказывается, что у инквизитора есть гораздо более опасный враг.

## Книги цикла
- «Рейвенор»
- Рассказ «Шип вызывает коготь»
- «Возвращение Рейвенора»
- Рассказ «Терпеливая игра»
- «Рейвенор-отступник»